# Кладнарт
Кладнарт (словен. Kladnart) — поселення в общині Войник, Савинський регіон, Словенія. 
Висота над рівнем моря: 425,9 м.